# News of the World (film)
News of the World is een Amerikaanse western uit 2020 onder regie van Paul Greengrass. Het is een verfilming van de gelijknamige roman van schrijfster Paulette Jiles. De hoofdrollen worden vertolkt door Tom Hanks en Helena Zengel.

## Verhaal
Kapitein Jefferson Kyle Kidd is een Texaanse oorlogsveteraan en weduwnaar die in 1870 van dorp tot dorp reist om de plaatselijke bevolking op de hoogte te houden van het nieuws uit de wereld door krantenberichten en verhalen voor te lezen. Wanneer hij op een dag het pad kruist van Johanna, een tienjarig weesmeisje dat door de Kiowa ontvoerd en opgevoed werd, besluit hij haar naar haar biologische oom en tante terug te brengen. Hoewel de wantrouwige Johanna zelf niet naar haar familie wenst terug te keren, ondernemen ze samen een lange en gevaarlijk reis door het Wilde Westen.

## Rolverdeling
| Acteur                | Personage                    |
| --------------------- | ---------------------------- |
| Tom Hanks             | Kapitein Jefferson Kyle Kidd |
| Helena Zengel         | Johanna Leonberger           |
| Michael Angelo Covino | Ron Avalon                   |
| Mare Winningham       | Jane                         |
| Chukwudi Iwuji        | Charles Edgefield            |
| Thomas Francis Murphy | Merritt Farley               |
| Fred Hechinger        | John Calley                  |
| Neil Sandilands       | Wilhelm Leonberger           |
| Winsome Brown         | Agna Leonberger              |

## Productie
In mei 2017 kocht Fox 2000, een productieafdeling van 20th Century Fox, de rechten op het boek News of the World van schrijfster Paulette Jiles. De studio kondigde plannen aan om het boek te verfilmen in samenwerking met acteur Tom Hanks en scenarioschrijver Luke Davies. In 2018 werd regisseur Robert Zemeckis aan het project gelinkt. Een jaar later, in februari 2019, raakte bekend dat de film geregisseerd zou worden door Paul Greengrass, met wie Hanks eerder al de film Captain Phillips (2013) had gemaakt. In de daaropvolgende maanden werd Fox door Disney overgenomen en verhuisde het project naar Universal Pictures.
In augustus en september 2019 raakte de casting van onder meer Michael Covino, Fred Hechinger, Thomas Francis Murphy en de elfjarige Helena Zengel bekend. De opnames gingen in september 2019 van start in Santa Fe (New Mexico) en eindigden in november 2019.

## Release
Op 25 december 2020 ging de film in de Verenigde Staten in première. In Europa werd de film op 10 februari 2021 via Netflix uitgebracht.

## Soundtrack
Paul Greengrass wilde dat de soundtrack van de film klonk alsof een 'een groep van muzikanten, getormenteerd door jaren van burgeroorlog, polarisatie en haat, elkaar eindelijk hadden teruggevonden'. Volgens de regisseur werd er gekozen voor instrumenten waar elk dorpje uit het Zuid-Texas van 1870 vertrouwd mee was.

### Tracklist
1. "Captain Jefferson Kidd"
2. "There Is No Time for Stories"
3. "Leaving Wichita"
4. "Arriving at Red River"
5. "Now for Some Federal News"
6. "Johanna's New Clothes"
7. "The Road to Dallas"
8. "It's Hard Finding Your Way Home"
9. "Dime Mountain"
10. "What Else Can You Teach Me"
11. "Erath County"
12. "Kidd Defies Farley"
13. "Johanna Returns Home"
14. "Dust Storm"
15. "A Gift"
16. "Castroville"
17. "Kidd Visits Maria"
18. "Miss Johanna Kidd"
19. "End Titles"

## Prijzen en nominaties
| Jaar | Prijs                    | Categorie                   | Genomineerde(n)               | Uitslag     |
| ---- | ------------------------ | --------------------------- | ----------------------------- | ----------- |
| 2021 | National Board of Review | Top 10 films van het jaar   | Top 10 films van het jaar     | Gewonnen    |
| 2021 | National Board of Review | Beste bewerkte scenario     | Luke Davies, Paul Greengrass  | Gewonnen    |
| 2021 | Golden Globes            | Beste actrice in een bijrol | Helena Zengel                 | Genomineerd |
| 2021 | Golden Globes            | Beste muziek                | James Newton Howard           | Genomineerd |
| 2021 | Critics' Choice Awards   | Beste film                  | Beste film                    | Genomineerd |
| 2021 | Critics' Choice Awards   | Beste acteur                | Tom Hanks                     | Genomineerd |
| 2021 | Critics' Choice Awards   | Beste actrice in een bijrol | Helena Zengel                 | Genomineerd |
| 2021 | Critics' Choice Awards   | Beste bewerkte scenario     | Luke Davies, Paul Greengrass  | Genomineerd |
| 2021 | Critics' Choice Awards   | Beste camerawerk            | Dariusz Wolski                | Genomineerd |
| 2021 | Critics' Choice Awards   | Beste muziek                | James Newton Howard           | Genomineerd |
| 2021 | Critics' Choice Awards   | Beste productieontwerp      | David Crank, Elizabeth Keenan | Genomineerd |
| 2021 | BAFTA Awards             | Beste camerawerk            | Dariusz Wolski                | Genomineerd |
| 2021 | BAFTA Awards             | Beste muziek                | James Newton Howard           | Genomineerd |
| 2021 | BAFTA Awards             | Beste geluid                | Beste geluid                  | Genomineerd |
| 2021 | BAFTA Awards             | Beste productieontwerp      | Beste productieontwerp        | Genomineerd |
| 2021 | Academy Awards           | Beste camerawerk            | Dariusz Wolski                | Genomineerd |
| 2021 | Academy Awards           | Beste muziek                | James Newton Howard           | Genomineerd |
| 2021 | Academy Awards           | Beste geluid                | Beste geluid                  | Genomineerd |
| 2021 | Academy Awards           | Beste productieontwerp      | Beste productieontwerp        | Genomineerd |

## Trivia
- De film bevat inhoudelijke gelijkenissen met bekende westerns als The Searchers (1956) en True Grit (1969).